# Anomiopus zaguryi
Anomiopus zaguryi är en skalbaggsart som beskrevs av Canhedo 2006. Anomiopus zaguryi ingår i släktet Anomiopus och familjen bladhorningar. Inga underarter finns listade i Catalogue of Life.